# Blue Peacock
Blue Peacock, rebaptisé Blue Bunny et à l’origine projet poulet, est un projet britannique de mine nucléaire des années 1950, ayant vu le jour dans le contexte de la guerre froide.
L'objectif du projet était de stocker un certain nombre de mines nucléaires d'une dizaine de kilotonnes dans les plaines d'Allemagne du Nord et, en cas d'invasion soviétique de l'Allemagne de l'Ouest, de les faire exploser à distance ou par une minuterie de huit jours pour : 
« …not only destroy facilities and installations over a large area, but… deny occupation of the area to an enemy for an appreciable time due to contamination… »
« …non seulement détruire les bâtiments et les équipements sur une large zone mais… empêcher toute occupation de la région par un ennemi pour une longue durée à cause de la contamination… »

## Conception
La mine est basée sur la bombe Blue Danube de 4,6 t, la première arme nucléaire britannique opérationnelle, mais pèse 7,3 t. Il y avait deux unités de tir : le boîtier et l'ogive. Son boîtier en acier était si grand qu'il a dû être testé en l'extérieur dans une gravière inondée près de Sevenoaks dans le Kent. Comme la bombe devait rester sans surveillance, des dispositifs anti-sabotage ont également été installés. Le boîtier était mis sous pression et des interrupteurs de pression et d’inclinaison ont été ajoutés. La bombe pouvait exploser de trois manières différentes : par fil à trois milles de distance, avec une minuterie de huit jours ou par des dispositifs anti-altération. Une fois armée, la mine devait exploser 10 secondes après avoir été déplacée, si le boîtier perdait sa pression ou s'il était rempli d'eau.

## Histoire du projet
Le projet a été mis au point par le RARDE (Royal Armament Research and Development Establishment) à Fort Halstead dans le Kent en 1954.
En juillet 1957, l'armée britannique commanda dix Blue Peacock pour une utilisation en Allemagne, sous le prétexte que c'étaient des générateurs nucléaires pour les troupes sur le terrain. En fin de compte, le ministère de la Défense annule le projet en février 1958. Il a été jugé que les risques liés aux retombées nucléaires et aux aspects politiques de la préparation à la destruction et à la contamination d'un territoire allié étaient trop élevés pour être justifiés.

## Chauffage par poulet
L'un des problèmes techniques était qu'en hiver les objets enterrés peuvent devenir très froids et qu'il était possible que les composants électroniques de la mine deviennent trop froids pour fonctionner après quelques jours sous terre. Diverses méthodes pour contourner ce problème ont été étudiées, telles que l’enveloppement des bombes dans des couvertures isolantes. Une proposition particulièrement remarquable a suggéré d’inclure des poulets vivants dans le mécanisme. Les poulets auraient été scellés à l'intérieur du boîtier, avec un approvisionnement en nourriture et en eau ; ils devaient rester en vie pendant environ une semaine. Il semblerait que leur chaleur corporelle aurait été suffisante pour maintenir les composants de la mine à une température de fonctionnement. Cette proposition était suffisamment bizarre pour être considérée comme un poisson d’avril lorsque le dossier du Blue Peacock a été déclassifié le 1er avril 2004. Tom O'Leary, head of education and interpretation aux Archives nationales, a répondu aux médias : « Cela semble être un poisson d’avril, mais ce n’est certainement pas le cas. La fonction publique ne fait pas de blagues. »

## Voir également
- Liste de Rainbow Codes (en)
- Arme nucléaire tactique